# Kanton Vouneuil-sous-Biard
Vouneuil-sous-Biard is een kanton van het Franse departement Vienne. Het kanton maakt deel uit van het arrondissement Poitiers .
In 2019 telde het 22.145 inwoners.

Het kanton werd gevormd ingevolge het decreet van 26 februari 2014 met uitwerking op 22 maart 2015, met Vouneuil-sous-Biard als hoofdplaats.

## Gemeenten
Het kanton omvatte 15 gemeenten bij zijn oprichting.
Op 1 januari 2017 werden de gemeenten Champigny-le-Sec en Le Rochereau  samengevoegd tot de fusiegemeente (commune nouvelle)  Champigny en Rochereau. Het decreet van 5 maart 2020 draagt de deelgemeente Le Rochereau over naar het kanton Migné-Auxances waar Champigny-le-Sec al toe behoorde.

Op 1 januari 2019 werden de gemeenten Benassay, La Chapelle-Montreuil, Lavausseau en Montreuil-Bonnin samengevoegd tot de fusiegemeente (commune nouvelle)  Boivre-la-Vallée.
Sindsdien omvat het kanton volgende 11 gemeenten: 
- Ayron
- Béruges
- Boivre-la-Vallée
- Chalandray
- Chiré-en-Montreuil
- Frozes
- Latillé
- Maillé
- Quinçay
- Vouillé
- Vouneuil-sous-Biard